# Hoda Lattaf
Hoda Lattaf est une footballeuse française, née le 31 août 1978 à Bordeaux, ayant évolué au poste d'attaquante.

## Biographie
Née à Bordeaux de parents marocains. elle commence sa carrière professionnelle en 2000 lors du passage au professionnalisme de son équipe, La Roche ESOF, avec laquelle elle évolue depuis deux saisons déjà sous le statut amateur. Formée au CNFE Clairefontaine pendant quatre saisons sous licence de clubs bordelais (SC La Bastidienne et FC Gujan-Mestras), elle joue ensuite au FC Lyon avant de partir pour La Roche ESOF. Après une première saison pro en Vendée elle signe au Montpellier Hérault Sport Club.

### Montpellier Hérault
Deuxième meilleure buteuse de Division 1 derrière l'intouchable Marinette Pichon en 2005-2006, elle ne réussit pas la passe de trois titres consécutifs avec le Montpellier HSC après ses succès en 2004 et 2005[réf. nécessaire]. Elle évolue dans l'Hérault durant cinq saisons

### Olympique lyonnais
Elle rejoint l'Olympique lyonnais durant l'été 2006. Son équipe est sacrée championne de France au terme de la saison, alors qu'elle inscrit un quadruplé lors du match décisif pour le titre[réf. nécessaire].

### Retour à Montpellier

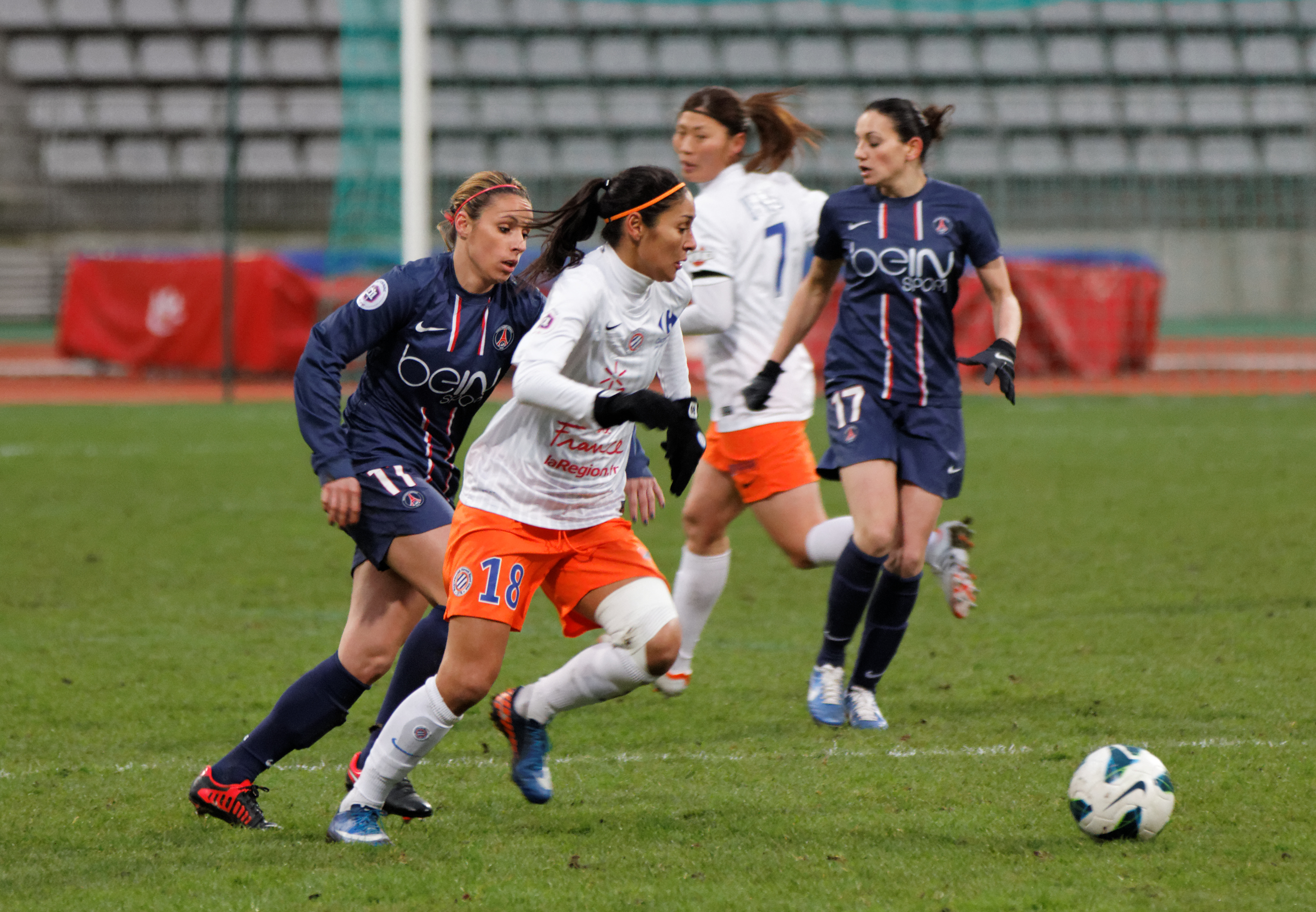
Hoda Lattaf face au PSG en 2013.

Elle y reste 5 saisons puis prend sa retraite sportive à l'été 2014.

### Carrière internationale
Elle connait sa première sélection en équipe de France le 22 novembre 1997 face à l'Italie et marque son premier but le 15 février 1998 face à l'Angleterre. Elle reçoit au total 111 sélections en équipe nationale et marque 30 buts avec les bleues. Le 16 juin 2007 elle joue son dernier match avec l'équipe nationale face à l'Islande et prend sa retraite internationale après 10 années de bon et loyaux services.
Elle participe au Championnat d'Europe de 2001 et 2005 et à la Coupe du monde 2003[réf. nécessaire].

## Statistiques et palmarès
Hoda Lattaf présente un des plus beaux palmarès français puisqu'elle est championne de France en 1998 avec le FC Lyon, double championne de France en 2004 et 2005 avec le Montpellier Hérault Sport Club et double championne de France en 2007 et 2008 avec l'Olympique lyonnais. Elle a également remporté à deux reprises le Challenge de France en 2006 et en 2008.

### En équipe nationale
Hoda Lattaf totalise cent-onze capes avec l'équipe de France et a marqué trente-et-un buts. Appelée pour la première fois en 1997, elle dispute toutes les campagnes internationales jusqu'en 2007 lorsqu'elle décide de prendre sa retraite internationale à l'âge de 29 ans.
| Saison      | Éliminatoire CM | Éliminatoire CM | Coupe du monde | Coupe du monde | Éliminatoire Euro | Éliminatoire Euro | Euro   | Euro | Autres             | Autres | Autres |
| Saison      | Matchs          | Buts            | Matchs         | Buts           | Matchs            | Buts              | Matchs | Buts | Type               | Matchs | Buts   |
| ----------- | --------------- | --------------- | -------------- | -------------- | ----------------- | ----------------- | ------ | ---- | ------------------ | ------ | ------ |
| 1997 - 1998 | 1               | 0               | -              | -              | -                 | -                 | -      | -    | Amical             | 3      | 1      |
| 1999 - 2000 | -               | -               | -              | -              | 4                 | 1                 | -      | -    | Amical             | 2      | 0      |
| 2000 - 2001 | -               | -               | -              | -              | -                 | -                 | 3      | 0    | Amical             | 11     | 6      |
| 2001 - 2002 | 5               | 0               | -              | -              | -                 | -                 | -      | -    | Amical             | 4      | 0      |
| 2002 - 2003 | 1               | 0               | -              | -              | 1                 | 2                 | -      | -    | Amical Algarve Cup | 4      | 1      |
| 2003 - 2004 | -               | -               | 2              | 0              | 5                 | 4                 | -      | -    | Amical Algarve Cup | 3 4    | 0 1    |
| 2004 - 2005 | -               | -               | -              | -              | 2                 | 1                 | 3      | 1    | Amical Algarve Cup | 5 3    | 0 1    |
| 2005 - 2006 | 6               | 1               | -              | -              | -                 | -                 | -      | -    | Amical Algarve Cup | 4      | 0 1    |
| 2006 - 2007 | 2               | 0               | -              | -              | 3                 | 3                 | -      | -    | Amical Algarve Cup | 4      | 2 0    |

### En club
Dès ses débuts de joueuse professionnelle au FC Lyon, Hoda est considérée comme indispensable à la pointe de l'attaque de son club, avec lequel elle est sacrée championne de France en 1998. Toujours titulaire indiscutable lors de son passage à La Roche ESOF, c'est à partir de 2001 et de son arrivée au Montpellier Hérault SC que la carrière d'Hoda décolle.
Après avoir atteint la finale du Challenge de France en 2003 avec le Montpellier Hérault SC, elle est sacrée deux fois championne de France en 2004 puis en 2005. La saison suivante, elle remporte le Challenge de France 2006 et termine vice-championne de Division 1 toujours avec le Montpellier Hérault SC.
Transférée à l'Olympique lyonnais, elle continue sa moisson de titres en redevenant championne de France en 2008 après avoir atteint la finale du Challenge de France 2007 et avant de remporter en 2008 son deuxième Challenge de France.
De retour au Montpellier Hérault SC elle est une nouvelle fois vice-championne de Division 1 en 2009 et remporte son troisième Challenge de France la même année. Enfin, elle participe en 2011 à la finale du Challenge de France perdue par son club, puis, la saison suivante, elle participe à la finale de la Coupe de France, perdue face à l'Olympique lyonnais sur le score de deux buts à un.
| Saison                | Club                  | Championnat           | Championnat | Championnat | Coupe(s) nationale(s) | Coupe(s) nationale(s) | Compétition(s) continentale(s) | Compétition(s) continentale(s) | Compétition(s) continentale(s) | Play-offs | Play-offs | Total | Total |
| Saison                | Club                  | Division              | M.          | B.          | M.                    | B.                    | Comp.                          | M.                             | B.                             | M.        | B.        | M.    | B.    |
| 1997-1998             | FC Lyon               | National 1A           |             |             | -                     | -                     | -                              | -                              | -                              | -         | -         | 0     | 0     |
| Sous-total            | Sous-total            | Sous-total            |             |             | -                     | -                     | -                              | -                              | -                              | -         | -         | 0     | 0     |
| 1998-1999             | La Roche-sur-Yon      | National 1A           |             |             | -                     | -                     | -                              | -                              | -                              | -         | -         | 0     | 0     |
| 1999-2000             | La Roche-sur-Yon      | National 1A           |             |             | -                     | -                     | -                              | -                              | -                              | 0+        | 0+        | 0     | 0     |
| 2000-2001             | La Roche-sur-Yon      | Division 1            |             |             | -                     | -                     | -                              | -                              | -                              | 3         | 1         | 3     | 1     |
| Sous-total            | Sous-total            | Sous-total            |             |             | -                     | -                     | -                              | -                              | -                              | 3         | 1         | 3     | 1     |
| 2001-2002             | Montpellier HSC       | Division 1            | 17          | 19          |                       |                       | -                              | -                              | -                              | 3         | 1         | 20    | 20    |
| 2002-2003             | Montpellier HSC       | Division 1            | 22          | 25          | 3+                    | 5+                    | -                              | -                              | -                              | 2         | 0         | 27    | 30    |
| 2003-2004             | Montpellier HSC       | Division 1            | 19          | 17          |                       |                       | -                              | -                              | -                              | 3         | 1         | 22    | 18    |
| 2004-2005             | Montpellier HSC       | Division 1            | 22          | 16          | 1+                    | 1                     | C1                             | 5                              | 4                              | -         | -         | 28    | 21    |
| 2005-2006             | Montpellier HSC       | Division 1            | 21          | 16          | 5                     | 5                     | C1                             | 10                             | 5                              | -         | -         | 36    | 26    |
| Sous-total            | Sous-total            | Sous-total            | 101         | 93          | 9                     | 11                    | -                              | 15                             | 9                              | 8         | 2         | 133   | 115   |
| 2006-2007             | Olympique lyonnais    | Division 1            | 21          | 26          | 3+                    | 5                     | -                              | -                              | -                              | -         | -         | 24    | 31    |
| 2007-2008             | Olympique lyonnais    | Division 1            | 22          | 15          | 5                     | 1                     | C1                             | 6                              | 0                              | -         | -         | 33    | 16    |
| Sous-total            | Sous-total            | Sous-total            | 43          | 41          | 8                     | 6                     | -                              | 6                              | 0                              | -         | -         | 57    | 47    |
| 2008-2009             | Montpellier HSC       | Division 1            | 11          | 4           | 5                     | 2                     | -                              | -                              | -                              | -         | -         | 16    | 6     |
| 2009-2010             | Montpellier HSC       | Division 1            | 22          | 8           | 4                     | 1                     | C1                             | 8                              | 3                              | -         | -         | 34    | 12    |
| 2010-2011             | Montpellier HSC       | Division 1            | 22          | 10          | 5                     | 6                     | -                              | -                              | -                              | -         | -         | 27    | 16    |
| 2011-2012             | Montpellier HSC       | Division 1            | 20          | 13          | 6                     | 3                     | -                              | -                              | -                              | -         | -         | 26    | 16    |
| 2012-2013             | Montpellier HSC       | Division 1            | 20          | 19          | 6                     | 7                     | -                              | -                              | -                              | -         | -         | 26    | 26    |
| 2013-2014             | Montpellier HSC       | Division 1            | 20          | 4           | 4                     | 2                     | -                              | -                              | -                              | -         | -         | 24    | 6     |
| Sous-total            | Sous-total            | Sous-total            | 115         | 58          | 30                    | 21                    | -                              | 8                              | 3                              | -         | -         | 153   | 82    |
| Total sur la carrière | Total sur la carrière | Total sur la carrière | 259         | 192         | 47                    | 38                    | -                              | 29                             | 12                             | 11        | 3         | 346   | 245   |

- « CHALLENGE DE FRANCE / Saison 2002-03 », sur ringaud.com (consulté le 28 septembre 2020)